# فوجیوارا نو کیشی (همسر گو-سوزاکو)
فوجیوارا نو کیشی، یوشیکو، (به ژاپنی: 藤原 嬉子 ふじわら の きし/よしこ); ۳۰ اوت ۱۰۲۵ – ۲۶ ژانویهٔ ۱۰۰۷) دختر ششم فوجیوارا نو میچیناگا و میناموتو نو رینشی و همسر امپراتور گو-سوزاکو شصت و نهمین کوگو و مادر هفتادمین امپراتور ژاپن امپراتور گو-ریزی، در دوره هی‌آن اهل ژاپن بود.